# قسم قيلاب الريفي (مقاطعة انديمشك)
قسم قیلاب الريفي (بالفارسية: دهستان قیلاب) هي قسم تقع في إيران في ناحية ألوار غرمسيري. يقدر عدد سكانها بـ 8,065 نسمة .